# Louis Lefébure-Wély

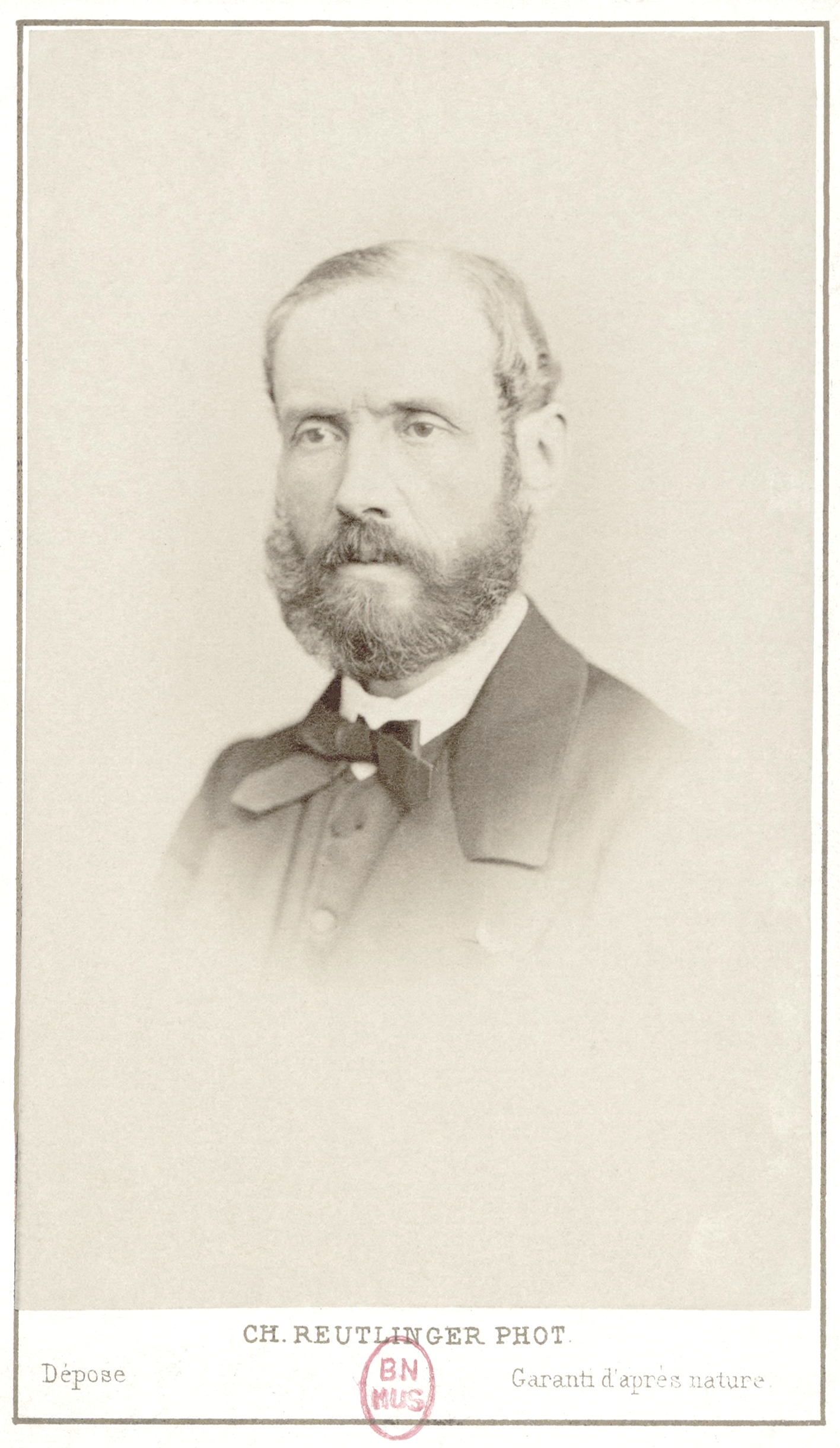
Louis James Alfred Lefébure-Wely

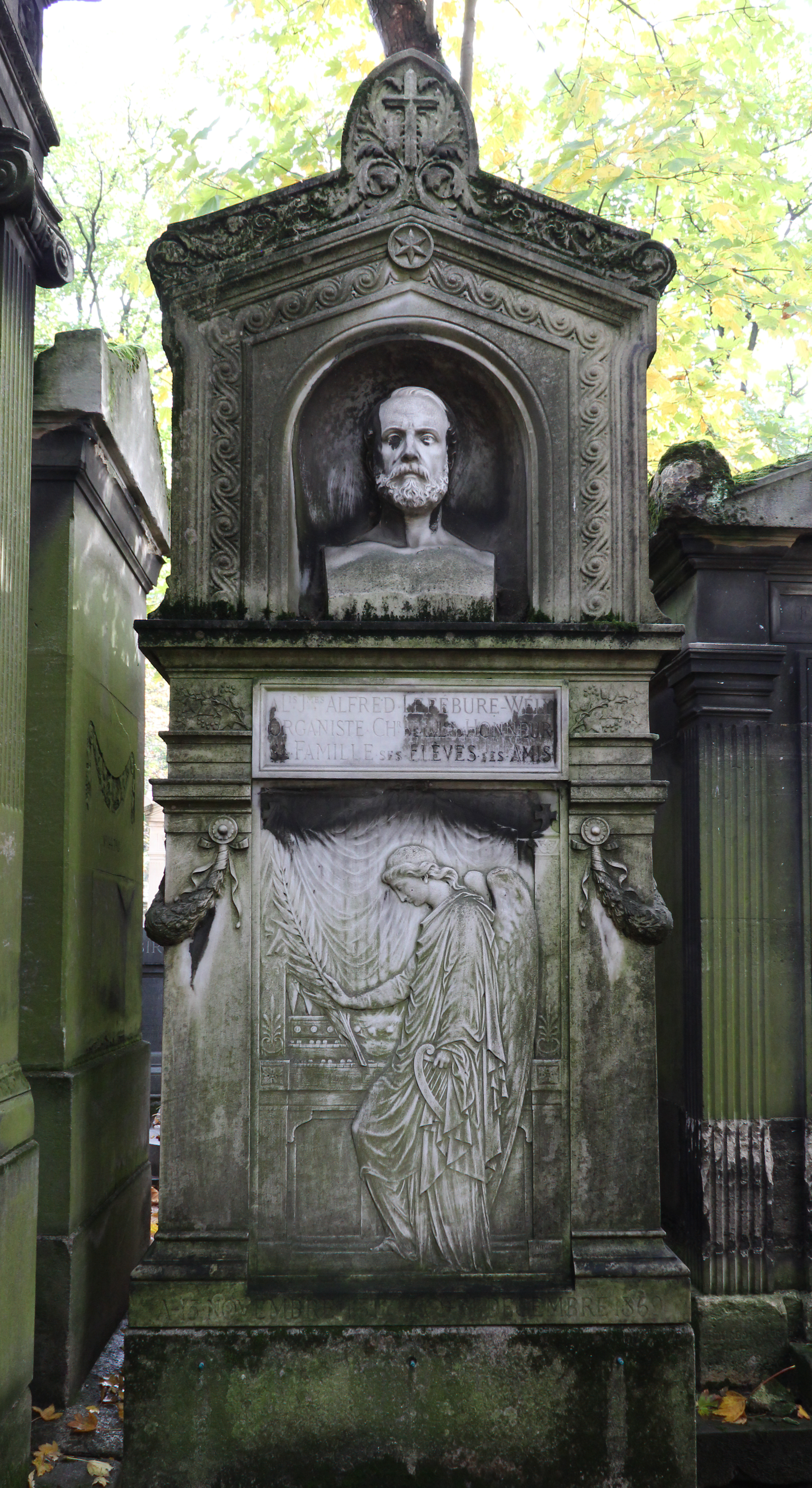
Lefébure-Wélys Grab in Paris

Louis James Alfred Lefébure-Wély (* 13. November 1817 in Paris; † 31. Dezember 1869 ebenda) war ein französischer Organist und Komponist.

## Leben
Louis Lefébure-Wély wurde als Sohn des Organisten Isaac-François Lefèbvre (spätere Namensänderung in Lefébure) in Paris geboren. Er studierte am Pariser Konservatorium Orgelmusik bei François Benoist (1794–1878), einem der renommiertesten Organisten seiner Zeit, und Klavier bei Pierre Zimmermann. Lefébure-Wély trat in die Fußstapfen seines Vaters und löste ihn als Organist an der Pariser Kirche St-Roch ab. 1847 wechselte er an die Kirche La Madeleine (ebenfalls Paris) und spielte dort von 1847 bis 1857 auf der neuerbauten Cavaillé-Coll-Orgel. Zu jener Zeit genoss Lefébure-Wély große Popularität in Frankreich. Er war bekannt als genialer Improvisateur und Komponist, der die neuen Möglichkeiten der modernen Orgel effektvoll einzusetzen wusste. Von 1857 bis 1863 hielt er kein Organistenamt. Nach der Fertigstellung der mit 100 Registern größten Orgel Cavaillé-Colls war er bis zu seinem Tod 1869 an der Kirche St-Sulpice de Paris verpflichtet. Sein Nachfolger wurde Charles-Marie Widor. Lefébure-Wély starb am Silvesterabend 1869 und ist in Paris auf dem Friedhof Père-Lachaise nicht weit von Chopin beigesetzt.

## Werk
Bezeichnend für die Orgelbehandlung Lefébure-Wélys ist ein beim Bürgertum von Paris gleichermaßen beliebter wie von den Reformern der Kirchenmusik oftmals gescholtener mondäner Stil, der volkstümliche Themen wie Can-can oder gar Elemente der Salonmusik und Operette mit dem Stil der Französischen Romantik verband. Er verwendet oft gefällige, eingängige Motive für seine Themen und gibt im Notentext detaillierte Anweisungen zur Registrierung. Zu seinen bekanntesten Orgelkompositionen gehört der Konzertbolero (Boléro de concert) g-Moll Opus 166. Er komponierte auch zahlreiche Stücke für Klavier und Harmonium.
Sein Hauptwerk ist die in 12 Lieferungen im Verlag Richault erschienene Sammlung L’Organiste Moderne („Der moderne Organist“). Sie enthält liturgische Orgelmusik, die Lefébure-Wély für den katholischen Mess- und Vespergottesdienst seiner Zeit komponierte. Er betitelte seine Werke oft mit der direkten Funktion, die sie im Gottesdienst erfüllen. Typische Bezeichnungen sind etwa Sortie (Musik zum Ausgang), Offertoire (anstelle oder nach dem Offertorium) und Communion (Begleitmusik zur Kommunion). 

### Werke (Auswahl)
- Six Offertoires op. 34. (ca. 1857).
- Six Grands Offertoires op. 35. (ca. 1857).
- Six Morceaux pour l’Orgue, contenant 3 Marches et 3 Élévations op. 36. Graff (1863).
- Meditaciones religiosas op. 122. Met opschrift : À Sa Majesté la Reine Doña Isabel II. (1858)
- L’Office Catholique. 120 Morceaux divisés en dix Suites composés pour l’harmonium ou l’orgue à tuyaux, op. 148. Hommage à Monseigneur de la Bouillerie, Évêque de Carcassonne. Régnier-Canaux, s.d. (1861).
- L’Organiste Moderne. Collection de Morceaux d’Orgue dans tous les Genres. En 12 Livraisons. Hommage à Mr. l’Abbé Hamon, Curé de St. Sulpice. Ces Morceaux ont été écrits sur les Motifs improvisés aux Offices de St. Sulpice (1867–69).